# Gemeentelijke herindelingsverkiezingen in Nederland 1993
Gemeentelijke herindelingsverkiezingen in Nederland 1993 geeft informatie over tussentijdse verkiezingen voor een gemeenteraad in Nederland die gehouden werden op 1 december 1993.
De verkiezingen werden gehouden in achttien gemeenten die betrokken waren bij een herindelingsoperatie die op 1 januari 1994 is doorgevoerd.
De volgende gemeenten waren bij deze verkiezingen betrokken:
- de gemeenten Boxmeer en Oeffelt en een deel van de opgeheven gemeente Wanroij: samenvoeging tot een nieuwe gemeente Boxmeer;[1]
- de gemeenten Cuijk en Sint Agatha en Haps en een deel van de opgeheven gemeente Beers: samenvoeging tot een nieuwe gemeente Cuijk;[1]
- de gemeente Grave en een deel van de opgeheven gemeenten Beers en Schaijk: samenvoeging tot een nieuwe gemeente Grave;[1]
- de gemeenten Heesch, Heeswijk-Dinther en Nistelrode en een deel van de opgeheven gemeenten Schaijk en Veghel: samenvoeging tot een nieuwe gemeente Heesch;[1][2]
- de gemeenten Schaijk en Zeeland en een deel van de opgeheven gemeenten Grave, Oss en Nistelrode: samenvoeging tot een nieuwe gemeente Landerd;[1]
- de gemeenten Berghem, Megen, Haren en Macharen en Oss en een deel van de opgeheven gemeenten Heesch, Schaijk en Nistelrode: samenvoeging tot een nieuwe gemeente Oss;[1]
- de gemeente Oploo, Sint Anthonis en Ledeacker en een deel van de opgeheven gemeente Wanroij: samenvoeging tot een nieuwe gemeente St.Anthonis;[1][3]
- de gemeenten Veghel en Erp: samenvoeging tot een nieuwe gemeente Veghel.[1]

Bij deze herindeling werden tevens grenswijzigingen doorgevoerd met een aantal naburige gemeenten (Boekel, Lith, Maasdonk, Mill en Sint Hubert, Ravenstein, Sint-Oedenrode, Uden en Vierlingsbeek).
In deze gemeenten zijn de reguliere gemeenteraadsverkiezingen van 2 maart 1994 niet gehouden.
Door deze herindelingen daalde het aantal gemeenten in Nederland per 1 januari 1994 van 646 naar 636.